# Грозино
Гро́зино (рос. Грозино) — присілок у складі Бабушкінського району Вологодської області, Росія. Входить до складу Міньковського сільського поселення.
В присілку народився Герой Радянського Союзу Бабкін Іван Васильович (1914-1961).

## Населення
Населення — 45 осіб (2010; 39 у 2002).
Національний склад (станом на 2002 рік):
- росіяни — 97 %